# Кария, Мартин
Мартин Тецуя Кария (англ. Martin Tetsuya Kariya); (5 октября 1981, Ванкувер, Британская Колумбия, Канада) — хоккеист, правый нападающий. Младший брат Пола Карии.

## Карьера
Выступал за команду колледжа в Университете штата Мэн Блэк Беарс (1999-2003). Во время учёбы получал стипендию в области математики. За четыре года выступления в "Блэк Беарс" дважды выходил в финал четырёх чемпионата NCAA. В последний год Кария, будучи капитаном команды, провел 39 игр и набрал в них 50 баллов. В сезоне 2002-03 Кария был награждён призом имени Лена Цегларски. Завершив любительскую карьеру, он со 155 баллами занял 11 место среди бомбардиров команды "Блэк Беарс" за всю историю и по результатам опроса болельщиков был включен в состав университетской команды десятилетия.